# Бібліотека Університету Григорія Сковороди в Переяславі
Бібліотека Університету Григорія Сковороди в Переяславі — заснована у 1986 році як бібліотека філіалу Київського державного педагогічного інституту ім. О. М. Горького. Разом зі зміною назви вищого навчального закладу змінювалась назва книгозбірні: з 1993 року – бібліотека Переяслав-Хмельницького державного педагогічного інституту імені Г. С. Сковороди, потім в 2002 році – бібліотека Переяслав-Хмельницького державного педагогічного університету імені Григорія Сковороди, а з 2020 року – бібліотека Університету Григорія Сковороди в Переяславі.

## Історичні відомості
Історія книгозбірні тісно пов’язана з історією навчального закладу. Різними шляхами поповнювалися книжкові фонди бібліотеки. Надходила література з бібліотек вищих педагогічних навчальних закладів Києва, Кропивницького, Миколаєва,Черкас, Умані, Херсона.

Бібліотечно-бібліографічна робота здійснювалася під опікою керівництва наукової бібліотеки Київського державного педагогічного інституту ім. О. М. Горького. У 1986 році очолювала бібліотеку Любов Василівна Тараненко. У 1987 році посаду завідувача бібліотеки обійняла Катерина Миколаївна Левченко. У 1998 році колектив бібліотеки очолила Ольга Іванівна Шкира.

У 1988 році бібліотека отримала спеціалізоване приміщення площею 500 кв.м, де розмістились абонемент наукової, навчально-методичної та художньої літератури, 2 читальні зали, науково-бібліографічний та інформаційно-довідковий відділи.

Зі зростанням книжкового фонду й обсягу робіт виникла потреба у розширенні площ книгозбірні та збільшенні штату бібліотечних фахівців.

У 2000-2001 рр. вводяться нові бібліотечні площі, а саме: читальна зала періодичних видань, читальна зала суспільно-політичних наук імені Т. Г. Шевченка, нове книгосховище.

У 2004 році при залі суспільно-політичних наук було введено в дію комп’ютерну зону, котра призначена для використання читачами навчальних компакт-дисків, доступу користувачів до «банку» повнотекстових документів (навчальних посібників, наукових праць та методичних розробок викладачів), доступу до мережі Інтернет.

У 2006 році відкрито конференц-залу імені Василя Сухомлинського.

У 2009 році відкрито оновлену, технічно оснащену, із зручними робочими місцями інформаційно-ресурсну залу «Чумацький шлях», котра, в свою чергу, поділяється на прес-зону, музей-архів родини Блохин, комп’ютерну та етнічну зони, а також залу наукових видань та 2 зали збереження архівних фондів.

У 2014 році, з нагоди 200-річчя від дня народження Тараса Григоровича Шевченка (1814–1861), залу суспільно-політичних наук бібліотеки було перейменовано на «Шевченківську світлицю».

У 2023 році, з нагоди 300-річчя від дня народження видатного українського філософа Григорія Савовича Сковороди (1722–1794), залу для викладачів перейменовано на «Сковородинівську світлицю».

Сьогодні у штаті бібліотеки працює 17 кваліфікованих співробітників.

## Матеріально-технічна база[3]
У своєму структурному складі бібліотека має 4 відділи: комплектування та наукової обробки літератури, інформаційно-бібліографічний, інформаційних технологій та комп’ютерного забезпечення, відділ обслуговування.

Бібліотечний ресурс становить 418 294 одиниці книжкової продукції, періодичних видань, матеріалів наукових конференцій, навчальних посібників, монографій, авторефератів дисертацій, а також матеріалів на електронних носіях. Бібліотека передплачує 54 назви періодичних видань за профілем університету, з них 45 - журнали, 9- газети. Для задоволення інформаційних потреб користувачів бібліотека використовує МБА.

Бібліотечний фонд багатогалузевий. Це книги українською, російською, англійською, французькою, німецькою мовами. Фонди бібліотеки комплектуються літературою педагогічного, психологічного, філологічного, економічного, історичного профілю, а також літературою з трудового та фізичного виховання, біології, математики, культури, мистецтва та художньою літературою. Щорічно документний фонд поповнюється близько на 3 000 примірників. Кількість користувачів, зареєстрованих за єдиним читацьким квитком – 6 851, бібліотеку відвідують за рік близько 469 658 читачів, а також у бібліотеці створено фонд дарчої книги, котрий зростає за рахунок переданих до бібліотеки персональних колекцій та архівів і наразі налічує 25 343 примірника.

У 2002 році впроваджується автоматизована інформаційно-бібліотечна система «УФД/Бібліотека», на базі якої створюється електронний каталог, що забезпечує багатоаспектний пошук документів бібліотечного фонду. Електронний каталог відображає активний фонд бібліотеки, тобто базу даних про всі надходження: навчальну, наукову, навчально-методичну літературу, періодичні видання, автореферати дисертацій, монографії, наукові праці викладачів університету. Ретроспективне введення фонду (бібліографічних описів літератури) в електронний каталог завершилось у 2005 році.

Станом на 2025 рік електронний каталог бібліотеки становить близько 316 944 записів.

Бібліотека підключена до локальної комп’ютерної мережі закладу та оснащена 35 автоматизованими робочими місцями.

Введено в дію дисплей-зал для користувачів, створені зони WI-FI для роботи з власними мобільними пристроями.

Основна інформація про роботу бібліотеки, її структуру, ресурси, послуги представлена на вебсайті книгозбірні (library.uhsp.edu.ua), який функціонує з 2008 року. Вебресурс дозволяє розширювати та урізноманітнювати спектр бібліотечно-інформаційного сервісу, а також забезпечувати навчально-виховний і науковий процеси в університеті. Створений акаунт бібліотеки в соціальній мережі Фейсбук, який дозволяє зберегти інтерес до бібліотечної сторінки в найпопулярнішому ресурсі серед інших соціальних медіа, а також сприяє зверненню користувачів до ресурсів бібліотеки та більш активному відвідуванню сайту.

У 2014 році введено в дію Інституційний репозитарій ePHSUIR (Electronic Pereyaslav-Khmelnytsky State Higher Educational Institution Repository) як засіб підтримки розвитку науково-інформаційного середовища університету, а також нової моделі наукової комунікації в світі. У 2022 році змінено назву Інституційного репозитарію eHSUPIR (Electronic Hryhorii Skovoroda University in Pereiaslav Institutional Repository). Електронний архів функціонує на основі високотехнологічної програмної платформи DSpace, версії 7.6.2 SNAPSHOT. На сьогодні кількість публікацій в репозитарії складає 7 160 документів. 

До послуг користувачів 7 галузевих залів на 470 місць, абонемент, 2 книгосховища, а також Філіал–1, читальна зала (Філологічний факультет).

## Співпраця
Активному збагаченню фондів бібліотеки сприяла співпраця з вітчизняними книготорговельними організаціями, книгообмін із бібліотеками України, зокрема, Національною бібліотекою України імені В. І. Вернадського, Державною науково-педагогічною бібліотекою імені В. О. Сухомлинського, співробітництво з українсько-американським доброчинним фондом «Сейбр-Світло», «Відродження», а також посольствами Фінляндії, Польщі та Франції в Україні тощо.

Бібліотека Університету Григорія Сковороди в Переяславі – постійний учасник освітніх та інформаційних програм і проектів: «Сковородинознавство», «Шевченкознавство», «Космічна Україна. Переяславщина», «Україна – земля козацька», «Київщинознавство», «Переяславіка». З 2009 року бібліотека є учасником проекту «ELibUkr» (Електронна бібліотека України), а також є членом Української бібліотечної асоціації.

З метою популяризації університету і бібліотеки та здійснення інформаційного забезпечення користувачів у 2007 році започатковано видання бібліографічних покажчиків різних за типами та змістом, а також започатковано Серію «Наукова еліта Переяславщини». Покажчики присвячені науковій діяльності вчених університету, видатним краянам – діячам культури, літератури та мистецтва.

У роботі бібліотеки поєднуються різні форми та методи соціокультурної роботи. Це круглі столи, лекції, вебінари, презентації, літературні та творчі зустрічі, інформаційно-просвітницькі заходи, екскурсії, мистецькі та книжкові виставки тощо.

Університетська бібліотека є важливим в регіоні науковим, навчальним, культурно-просвітницьким та інформаційним центром. Щороку зростає її роль як посередника між інформаційним середовищем та його користувачами – студентами, вченими і фахівцями університету. Створення вдалого іміджу бібліотеки в університеті полягає в гармонійному поєднанні традиційних та інноваційних напрямків роботи із залученням автоматизованих технологій.

## Бібліотекарі
- Шкира Ольга Іванівна — директор.

## Відзнаки
- Диплом третього ступеня за III місце у конкурсі «Бібліотека року 2011» — за створення та реалізацію моделі сучасної бібліотеки вищого навчального закладу.